# Cormobates
Cormobates – rodzaj ptaków z rodziny korołazów (Climacteridae).

## Występowanie
Rodzaj obejmuje gatunki występujące we wschodniej Australii i na Nowej Gwinei.

## Morfologia
Długość ciała 14–16 cm, masa ciała 12–22 g.

## Systematyka
Rodzaj zdefiniował w 1922 roku australijski ornitolog Gregory Macalister Mathews na łamach czasopisma „Austral Avian Record”. Gatunkiem typowym jest korołaz białogardły (Cormobates leucophaea).

### Etymologia
Cormobates: gr. κορμος kormos „pień drzewa”; βατης batēs „piechur”, od βατεω bateō „stąpać”, od βαινω bainō „chodzić”.

### Podział systematyczny
Do rodzaju należą następujące gatunki:
- Cormobates leucophaea (Latham, 1801) – korołaz białogardły
- Cormobates placens (P.L. Sclater, 1874) – korołaz papuaski